# Raión de Talin
El raión de Talin es uno de los cuatro raiones que forman la provincia armenia de Aragatsotn. Su población a fecha de 12 de octubre de 2011 era de 33 359 habitantes.
Está formado por las siguientes localidades:
- Agarakavan 881
- Akunk 601
- Aragatsavan 5053
- Arevut 115
- Arteni 3278
- Ashnak 1031
- Dashtadem 548
- Davtashen 704
- Ddmasar 94
- Dian105
- Dzoragyugh 14
- Garnahovit 391
- Getap 159
- Hako 95
- Hatsashen 278
- Irind 712
- Kakavadzor 981
- Kanch 101
- Karmrashen 632
- Katnaghbyur 1274
- Lusakn 170
- Mastara 2433
- Metsadzor  75
- Nerkin Bazmaberd 1417
- Nerkin Sasnashen 904
- Nor Artik 478
- Otevan 181
- Partizak 323
- Shgharshik 473
- Sorik 103
- Suser 268
- Talin 5310
- Tatul 822
- Tlik 123
- Tsaghkasar 71
- Tsamakasar 430
- Verin Bazmaberd 452
- Verin Sasnashen 328
- Vosketas 533
- Yeghnik 336
- Zarinja 585
- Zovasar 497[1]